# M31 (Hongarije)
De M31 is een Hongaarse autoweg van de M0 in Nagytarcsa tot de M3 in Gödöllő.  weg heeft een lengte van ongeveer 12 km.  
M0 ·
M1 ·
M2 ·
M3 ·
M4 ·
M5 ·
M6 ·
M7 ·
M8 ·
M9 ·
M15 ·
M19 ·
M25 ·
M30 ·
M31 ·
M35 ·
M43 ·
M44·
M51 ·
M60 ·
M70·
M76·
M80·
M85·
M86